# Conocephalus zlobini
Conocephalus zlobini is een rechtvleugelig insect uit de familie sabelsprinkhanen (Tettigoniidae). De wetenschappelijke naam van deze soort is voor het eerst geldig gepubliceerd in 2009 door Gorochov.
1. ↑  (en) Conocephalus zlobini op de IUCN Red List of Threatened Species.